# Арриета, Артуро
Артуро Арриета (исп. Arturo Arrieta; 12 июля 1911, Ланус, по другим сведениям Авельянеда — неизвестно) — аргентинский футболист, левый нападающий.

## Карьера
Артуро Арриета родился в семье испанца и уругвайки. Семья была многодетной — у Артуро было 11 братьев и сестёр. При этом жизнь многих сложилась трагически: к 1934 году у футболиста в живых остались лишь четверо из них. Арриета начал карьеру в клубе «Сан-Лоренсо» выступая за молодёжный состав. В основе клуба Артуро дебютировал 5 апреля 1925 года в матче с «Спортиво Барракас». В 1927 году он выиграл чемпионат страны, в розыгрыше которого сыграл лишь четыре игры, и Кубок Альдао. 31 мая 1931 года Арриета дебютировал в первом розыгрыше профессионального чемпионата Аргентины с клубом «Тигре» 4:2. В 1933 году «Сан-Лоренсо» выиграл третий розыгрыш этого турнира, а три сезона спустя повторил это достижение. В 1936 году Арриета получил тяжёлый разрыв связок, получив удар от Фермина Лесеа в матче с «Индепендьенте». С 1937 года из-за восстановления от этой и других травм Артуро стал только изредка выходить на поле, а в составе его заменил Томас Беристайн. В 1939 году Арриета завершил выступления за команду и завершил карьеру. Всего за клуб он провёл 273 матча и забил 65 голов, по другим данным 315 матчей и 67 голов. Несмотря на то, что Артуро был одним из старожилов «Сан-Лоренсо» и игроком, который подписал контракт на три года с нулевой суммой, чтобы помочь команде, рассчитывающейся с кредиторами за строительство стадиона, он стал одним из первых игроков в Аргентине, кто в открытую выражал недовольство зарплатной политикой клуба, членом которого он являлся:
С тех пор, как я перешёл в «Сан-Лоренцо», я заработал около трёх трех тысяч пятисот песо в качестве бонусов. За девять лет. Другие приезжали из других команд и получали больше денег, при этом играя меньше. Меня это раздражает. Я люблю «Сан-Лоренсо», и играл бы не получая денег, если бы вообще никому не платили. Но мне неприятно, что для кого клуб — это дом, те всегда приносятся в жертву, тем более в моём случае, ведь я молод и одинок, а значит предполагается, что не имею никаких не перед кем обязательств.
Помимо футбола Арриета занимался бизнесом. Вместе с партнёрами по команде и друзьями Хайме Лемой и Диего Гарсией, прозванными «Три мушкетёра», он владел винодельней. При этом футболисты активно участвовали в процессе работы предприятия, занимаясь развозом товара.

## Международная статистика
| Матчи Артуро Арриеты за сборную Аргентины | Матчи Артуро Арриеты за сборную Аргентины | Матчи Артуро Арриеты за сборную Аргентины | Матчи Артуро Арриеты за сборную Аргентины | Матчи Артуро Арриеты за сборную Аргентины | Матчи Артуро Арриеты за сборную Аргентины | Матчи Артуро Арриеты за сборную Аргентины |
| ----------------------------------------- | ----------------------------------------- | ----------------------------------------- | ----------------------------------------- | ----------------------------------------- | ----------------------------------------- | ----------------------------------------- |
| №                                         | Дата                                      | Место проведения                          | Оппонент                                  | Счёт                                      | Голы                                      | Турнир                                    |
| 1                                         | 14 декабря 1933                           | Монтевидео                                | Уругвай                                   | 1:0                                       | —                                         | Товарищеский матч                         |
| 2                                         | 15 августа 1934                           | Буэнос-Айрес                              | Уругвай                                   | 1:0                                       | —                                         | Товарищеский матч                         |
| 3                                         | 6 января 1935                             | Лима                                      | Чили                                      | 4:1                                       | 1                                         | Чемпионат Южной Америки                   |
| 4                                         | 20 января 1935                            | Лима                                      | Перу                                      | 4:1                                       | —                                         | Чемпионат Южной Америки                   |
| 5                                         | 27 января 1935                            | Лима                                      | Уругвай                                   | 0:3                                       | —                                         | Чемпионат Южной Америки                   |
| 6                                         | 14 июля 1935                              | Буэнос-Айрес                              | Атлетико Мадрид/Эспаньол                  | 1:0                                       | —                                         | Товарищеский матч                         |

## Достижения
- Чемпион Аргентины: 1927, 1933, 1936